# Zbigniew Łukasik
Zbigniew Stanisław Łukasik (ur. 1952 w Kraśniku) – polski inżynier, specjalizujący się w zakresie automatyki, profesor nauk technicznych, rektor Uniwersytetu Technologiczno-Humanistycznego im. Kazimierza Pułaskiego w Radomiu w kadencjach 2012–2016 i 2016–2020.

## Życiorys
Absolwent wyższych studiów technicznych w Leningradzie, gdzie kształcił się w zakresie automatyki i elektroradiotechniki okrętowej. Ukończył też studia ekonomiczne w Wyższej Szkole Inżynierskiej w Radomiu. W 1981 na Politechnice Szczecińskiej uzyskał stopień doktora nauk technicznych na podstawie pracy Badania możliwości wykorzystania zasad teorii złożoności do zadań optymalizacji charakterystyk dynamicznych i syntezy systemów dynamicznego sterowania położeniem specjalistycznych jednostek pływających. Habilitował się w 1998 w Narodowej Akademii Nauk Ukrainy. 23 maja 2008 otrzymał tytuł profesora nauk technicznych. W pracy naukowej zajmuje się automatyzacją procesów, przetwarzaniem sygnałów, automatyką.
Od 1982 związany z WSI w Radomiu, przekształconą następnie w Politechniką Radomską, od 2008 na stanowisku profesora zwyczajnego. Był prodziekanem (1984–1986, 1987–1993) i dziekanem (1986–1987, 2002–2008) Wydziału Transportu. Przez kilka kadencji pełnił funkcje prorektora ds. dydaktycznych i studenckich. W 2000 został kierownikiem Zakładu Automatyzacji Procesów w Instytucie Automatyki i Telematyki. W 2012 wybrano go na stanowisko rektora Politechniki Radomskiej na czteroletnią kadencję. W 2016 uzyskał reelekcję na kolejną kadencję.
Był również profesorem w Państwowej Wyższej Szkole Zawodowej w Białej Podlaskiej oraz w Wyższej Szkole Biznesu im. bp. Jana Chrapka w Radomiu. Członek m.in. Sekcji Sterowania Komitetu Transportu Polskiej Akademii Nauk i Polskiego Towarzystwa Telematycznego.
W 2021 prawomocnie uznany za kłamcę lustracyjnego przez Sąd Apelacyjny w Lublinie.

## Odznaczenia
Odznaczony Krzyżem Kawalerskim Orderu Odrodzenia Polski (2011).